# Xenija Palkina
Xenija Palkina (russisch Ксения Палкина Улукан, englische Transkription: Ksenia Palkina; * 13. Dezember 1989 in Komsomolsk am Amur, Region Chabarowsk, Sowjetunion) ist eine kirgisische Tennisspielerin.

## Karriere
Palkina begann mit fünf Jahren das Tennisspielen und ihr bevorzugter Belag ist der Hartplatz. Sie spielt vorrangig Turniere der ITF Women’s World Tennis Tour, wo sie bislang bereits 11 Titel im Einzel und 27 im Doppel gewinnen konnte.
2010 und 2018 hat Schapatawa bereits 12 Partien für die kirgisische Fed-Cup-Mannschaft bestritten. Ihre Bilanz weist neun Siege bei drei Niederlagen aus (Einzel 5:2, Doppel 4:1).
In der deutschen Tennis-Bundesliga spielte Palkina 2014 in der 2. Liga für den DTV Hannover.

## Turniersiege

### Einzel
| Nr. | Datum              | Turnier       | Kategorie   | Belag             | Finalgegnerin          | Ergebnis       |
| --- | ------------------ | ------------- | ----------- | ----------------- | ---------------------- | -------------- |
| 1.  | 5. Februar 2006    | Muzaffarnagar | ITF $10.000 | Rasen             | Meghha Vakaria         | 6:2, 7:64      |
| 2.  | 27. April 2008     | Namangan      | ITF $25.000 | Hartplatz         | Marija Kondratjewa     | 6:0, 3:6, 6:3  |
| 3.  | 22. Juni 2008      | Turin         | ITF $10.000 | Sand              | Giulia Gatto-Monticone | 6:0, 6:4       |
| 4.  | 27. März 2010      | Namangan      | ITF $25.000 | Hartplatz         | Ganna Piven            | 3:6, 6:4, 6:4  |
| 5.  | 23. April 2010     | Almaty        | ITF $10.000 | Hartplatz (Halle) | Eugeniya Pashkova      | 7:5, 4:6, 6:4  |
| 6.  | 23. Februar 2013   | Shymkent      | ITF $10.000 | Hartplatz (Halle) | Sabina Sharipova       | 7:63, 7:63     |
| 7.  | 11. Mai 2013       | Shymkent      | ITF $10.000 | Sand              | Kamila Kerimbajewa     | 6:3, 5:7, 6:1  |
| 8.  | 22. September 2013 | Antalya       | ITF $10.000 | Hartplatz         | Caroline Roméo         | 6:3, 6:1       |
| 9.  | 25. April 2015     | Shymkent      | ITF $10.000 | Sand              | Xenija Scharifowa      | 6:4, 6:4       |
| 10. | 17. Mai 2015       | Antalya       | ITF $10.000 | Hartplatz         | Melis Sezer            | 4:6, 7:66, 6:2 |
| 11. | 22. September 2018 | Almaty        | ITF $25.000 | Sand              | Maryna Tschernyschowa  | 1:0 Aufgabe    |

### Doppel
| Nr. | Datum              | Turnier      | Kategorie   | Belag             | Partnerin            | Finalgegnerinnen                            | Ergebnis           |
| --- | ------------------ | ------------ | ----------- | ----------------- | -------------------- | ------------------------------------------- | ------------------ |
| 1.  | 6. November 2005   | Pune         | ITF $10.000 | Hartplatz         | Nicole Clerico       | Rushmi Chakravarthi Sai Jayalakshmy Jayaram | 7:5, 7:67          |
| 2.  | 28. Januar 2006    | Neu Delhi    | ITF $10.000 | Hartplatz         | Nicole Clerico       | Ankita Bhambri Rushmi Chakravarthi          | ohne Spiel         |
| 3.  | Juli 2006          | Imola        | ITF $10.000 | Hartplatz         | Nicole Clerico       | Maria Luiza Craciun Elena Vianello          | 6:3, 6:0           |
| 4.  | 24. September 2006 | Tbilisi      | ITF $10.000 | Hartplatz         | Ria Dörnemann        | Varvara Galanina Ljudmila Nikojane          | 6:4, 3:6, 6:0      |
| 5.  | November 2006      | Pune         | ITF $10.000 | Hartplatz         | Isha Lakhani         | Madura Ranganathan Nungnadda Wannasuk       | 6:3, 4:6, 6:4      |
| 6.  | 23. September 2007 | Telawi       | ITF $25.000 | Sand              | Ria Dörnemann        | Wassilissa Dawydowa Marina Shamayko         | 6:2, 6:2           |
| 7.  | August 2008        | Pensa        | ITF $50.000 | Sand              | Sopia Schapatawa     | Iryna Burjatschok Nikola Fraňková           | 6:4, 6:4           |
| 8.  | 1. Mai 2009        | Namangan     | ITF $25.000 | Hartplatz         | Albina Xabibulina    | Çağla Büyükakçay Pemra Özgen                | 6:4, 6:76, [10:5]  |
| 9.  | 1. November 2009   | Istanbul-Ted | ITF $25.000 | Hartplatz (Halle) | Nina Brattschikowa   | Petra Cetkovská Renata Voráčová             | kampflos           |
| 10. | 30. Juli 2010      | Almaty       | ITF $25.000 | Hartplatz         | Albina Xabibulina    | Julija Bejhelsymer Emily Webley-Smith       | 6:4, 6:4           |
| 11. | 3. September 2010  | Istanbul     | ITF $10.000 | Hartplatz         | Malou Ejdesgaard     | Gally De Wael Janina Toljan                 | 6:4, 6:4           |
| 12. | Dezember 2010      | Dubai        | ITF $10.000 | Hartplatz         | Jelena Tschalowa     | Tetjana Arefyewa Juliana Fedak              | 6:2, 6:4           |
| 13. | 24. März 2013      | Antalya      | ITF $10.000 | Hartplatz         | Oksana Kalaschnikowa | Anamika Bhargava Nicole Melichar            | 6:1, 6:3           |
| 14. | 30. März 2013      | Antalya      | ITF $10.000 | Hartplatz         | Oksana Kalaschnikowa | Başak Eraydın Abbie Myers                   | 6:4, 4:6, [10:8]   |
| 15. | 10. Mai 2013       | Shymkent     | ITF $10.000 | Sand              | Albina Xabibulina    | Polina Monowa Anna Smolina                  | 6:2, 6:2           |
| 16. | 6. Juli 2013       | Middelburg   | ITF $25.000 | Sand              | Weronika Kapschaj    | Fatma Al-Nabhani Swjatlana Piraschenka      | 6:3, 6:3           |
| 17. | 21. September 2013 | Antalya      | ITF $10.000 | Hartplatz         | Deniz Khazaniuk      | Katharina Lehnert Chantal Škamlová          | 6:75, 7:63, [10:8] |
| 18. | 28. Februar 2014   | Astana       | ITF $10.000 | Hartplatz (Halle) | Albina Xabibulina    | Kamila Kerimbajewa Weronika Kapschaj        | 6:4, 7:5           |
| 19. | 8. August 2014     | Astana       | ITF $10.000 | Hartplatz         | Jekaterina Jaschina  | Eudice Chong Anna Grigoryan                 | 7:5, 6:3           |
| 20. | 25. März 2017      | Antalya      | ITF $15.000 | Sand              | Sopia Schapatawa     | Sandra Jamrichová Jelena Simić              | 6:4, 7:5           |
| 21. | 28. Juli 2017      | Hua Hin      | ITF $25.000 | Hartplatz         | Luksika Kumkhum      | Naiktha Bains Karin Kennel                  | 6:1, 6:4           |
| 22. | 22. September 2017 | Shymkent     | ITF $25.000 | Hartplatz         | Mariana Dražić       | Dariya Detkovskaya Zhibek Kulambayeva       | 7:5, 3:6, [10:8]   |
| 23. | 30. September 2017 | Shymkent     | ITF $25.000 | Hartplatz         | Mariana Dražić       | Dariya Detkovskaya Zhibek Kulambayeva       | 7:5, 6:2           |
| 24. | 16. Februar 2018   | Bergamo      | ITF $25.000 | Sand (Halle)      | Kseniia Bekker       | Martina Colmegna Claudia Giovine            | 6:4, 4:6, [10:8]   |
| 25. | 13. Juli 2018      | Almaty       | ITF $25.000 | Hartplatz         | Darja Kruschkowa     | Mariana Dražić Walerija Selewa              | 7:63, 6:4          |
| 26. | 23. März 2019      | Antalya      | ITF W25     | Sand              | Darja Mischina       | Cristina Dinu Lina Gjorcheska               | 6:3, 3:6, [12:10]  |
| 27. | 31. August 2019    | Almaty       | ITF W25     | Hartplatz         | Sopia Schapatawa     | Tamara Čurović Alina Silitsch               | 6:4, 7:63          |

## Persönliches
Palkina heiratete 2015 ihren Trainer Cagdas Ulukan.